# Cornelis Swanenburg
Cornelis Swanenburg (12 februari 1699 – Gouda, 8 februari 1750) was een Goudse notaris, regent, huizenbezitter en tevens secretaris van Haastrecht.

## Leven en werk
Swanenburg werd in 1699 geboren als zoon van de belastingpachter Reinier Swanenburg en Hendrikje Cornelisse de Lange. Op 22-jarige leeftijd werd hij in 1721 aangesteld tot procureur en notaris zetelend te Gouda. Swanenburg wist een omvangrijk bezit aan onroerend goed in Gouda te vergaren. Hij bezat - volgens Bauer - zeker tien huizen in Gouda. Hij was luitenant bij de plaatselijke schutterij, waarbij zijn vader kapitein was. Hij werd benoemd tot secretaris van Haastrecht in de tijd dat zijn aangetrouwde neef - Theodorus Bisdom - burgemeester van deze plaats was. Swanenburg was tevens regent van het tuchthuis van Gouda.
Tijdens de onlusten van 1747 gericht tegen het zittende stadsbestuur was Swanenburg een van de ondertekenaars van een pamflet waarin steun betuigd werd aan de "loffelijke regenten". Volgens De Jong was Swanenburg de opsteller van het pamflet en probeerde hij de belangen van zichzelf en zijn naaste familie te dienen.
Op 31 december 1744 werd hij volgens een resolutie van de Goudse schepenen ontheven uit zijn functie als procureur voor de Vierschaar. De reden zou zijn dat hij te veel partij had gekozen voor een gevangene in het tuchthuis. Pas vijf jaar later - in december 1749 - tekende hij beroep aan tegen dit besluit, waarbij hij de Goudse schepenen ervan beschuldigde zich niet aan hun eigen spreuk - boven de ingang van het stadhuis te hebben gehouden. Deze spreuk luidt: "Audite et alteram parten" (Luister ook naar de andere partij). Swanenburg werd in het gelijk gesteld en kreeg zijn functie als procureur voor de Vierschaar weer terug. Zijn functie als notaris stond tijdens deze periode niet ter discussie. Kort na zijn eerherstel overleed Swanenburg, bijna 51 jaar oud, in zijn woonplaats Gouda.
Zijn broer Leonard was steenfabrikant en eigenaar van het bij Gouda gelegen buitenverblijf Actiehoven.